# Nancy Lyons
Beatrice Lyons, més coneguda com a Nancy Lyons   (12 d'abril de 1930) o pel nom de casada Beatrice Welch, és una nedadora australiana, ja retirada, especialista en braça, que va competir durant les dècades de 1940 i 1950.
El 1948 va prendre part en els Jocs Olímpics d'Estiu de Londres, on va guanyar la medalla de plata en la prova dels 200 metres braça del programa de natació. Quatre anys més tard, als Jocs de Hèlsinki, quedà eliminada en semifinals en la mateixa prova.
En el seu palmarès també destaquen una medalla d'or i una de plata als Jocs de l'Imperi Britànic de 1950.